# Нам некогда ждать
«Нам некогда ждать» — советский фильм 1971 года режиссёра Владимира Акимова.

## Сюжет
В основу сценария фильма вошли отдельные факты из биографии поэта—комсомольца 20-х годов Сергея Чекмарёва, трагически погибшего от руки кулака в 23 года. Фильм задуман как романтическая повесть о комсомольцах первых лет революции, и образ главного героя образ собирательный, воплотивший лучшие черты комсомольцев тех лет.
- Фильм посвящён поэту-комсомольцу Сергею Чекмарёву, трагически погибшему в 1933 году при невыясненных обстоятельствах.

1933 год, коллективизация, в отдалённую деревню для расследования гибели председателя совхоза Хохлова из Москвы прибывает уполномоченный угрозыска Садыков. Вместе с ним приезжает выпускник сельхозинститута Алексей, увлекающийся поэзией. Садыков выясняет, что гибель Хохлова не была несчастным случаем, и нападает на след убийц — банды из раскулаченных, возглавляемой бывшим царским офицером Орловым. Они убивают следователя. Потрясенный гибелью отважного человека, Алексей решает остаться работать в совхозе зоотехником, становясь преградой связанному с бандой новому председателю совхоза в его махинациях по воровству скота, скрываемого под видом падежа. Вскоре банда Орлова попадает в засаду ГПУ, жизнь в деревне налаживается. Алексей, завоевав доверие селян, чувствует себя счастливым, пишет стихи, ждёт приезда любимой девушки. Но он опасный свидетель творившихся здесь при банде дел, и пуля обрывает его жизнь.
В фильме звучат стихи «Где я? Что со мной?» Сергея Чекмарёва, «Мы живём…» Н. Н. Асеева, «Лирическое отступление» П. Д. Когана.

## В ролях
- Борис Руднев — Алексей
- Юрий Назаров — Садыков
- Нина Кирьякова — Наташа
- Виктор Шульгин — Дементич
- Семён Морозов — Илья
- Наталья Бондарчук — Алёна
- Владислав Дворжецкий — Орлов
- Вера Головина — мать Орлова
- Игорь Класс — Николай Серебров
- Алексей Панькин — Данилка / Тимоха
- Виктор Авдюшко — Фёдор
- Вера Кузнецова — мать Хохлова
- Леонид Князев — Егор

В эпизодах: Шавкат Газиев, Николай Горлов, Владимир Зубенко, Юрий Расташанский, Сергей Чекан, Евгений Шутов и другие.

## О фильме
Фильм ещё на стадии сценария резко критиковался Башкирским обкомом КПСС за то, что по мнению бюро обкома «в нём грубо искажена историческая действительность. В частности, сценарий показал Башкирию 1932—1933 годов диким краем, где царят разруха и голод», в просьбе директора «Мосфильма» Н. Т. Сизова оказать содействие в съёмке на территории Башкирии было отказано, поступила жалоба на киностудию, но фильм всё-таки был снят, в другом регионе, без учёта мнения Башкирского обкома, трактовка событий в фильме осталась без изменения.

Увы, но на киносайтах об этой картине сказано предельно кратко — фильм, дескать, посвящен поэту-комсомольцу Сергею Чекмареву, трагически погибшему в 1933-м. И все!
Казалось бы, что современнику до какого‑то юноши, погибшего в 23 года в далеком 1933 году! Но время, однако, все расставляет на свои места.

Здесь «рамой» из красной конницы, образа Наташи-комиссара, торжественных речей и комсомольских зажигательных стихов о том времени оторочено «полотно» с живым описанием борьбы юноши «за светлое будущее всего человечества», противостояния человеческому злу порой в самой бытовой форме. В кинофильме Владимир Акимов представил портрет не просто творческой личности, но настоящего патриота страны с горячим сердцем, борца с тонкой натурой. И в этом картина удалась. А потому смогла пережить беспамятство из-за решения идеологических критиканов 70-х, пережить и разрушителей патриотизма 90-х, где это слово воспринималось, как атавизм коммунистической идеологии. А что «рама»? И у нынешних «неидеологов» есть свои «рамы» для современных фильмов. Вот только затронет ли кого‑то через 40 лет сегодняшний герой, пусть даже в «лакированной под свободу раме»… — газета «Южноуральская панорама», 2015 год